# Bag (Ungheria)
Bag è un comune dell'Ungheria di 3.940 abitanti (dati 2001) situato nella contea di Pest, nell'Ungheria settentrionale.